# فتحي عبد الوهاب
فتحي عبد الوهاب (21 أغسطس 1971 -)، ممثل مصري.

## عن حياته
استطاع خلال سنوات قليلة أن يخلق لنفسه مكانة بين نجوم جيله.. رغم أن فتحي عبد الوهاب لايعترف اصلا بفكرة الجري وراء بريق الشهرة ولاتؤرقه مسألة البطولة المطلقة التي يسعي إليها الجميع. بدأ فنيًا من الجامعة وبالتحديد من كلية التجارة، وكان ذلك على مستوى الهواية، وعندما وصل للسنة النهائية بالكلية، ذهب أحد أصدقائه للينين الرملي ومحمد صبحي، وقدم أوراقهم، وبالفعل نجح في الاختبار، مبتدئاً «بالعربى الفصيح» التي عرضت لثلاثة مواسم متصلة، لينطلق بعدها إلى سماء النجومية.

## افلامه
| - الكاهن (2021) - ثانية واحدة (2021) - لص بغداد (2020) - حرب كرموز (2018) - الديزل (2018) - مولانا (2017)... الأنبا باخوم - هروب اضطراري (2017) - كلام جرايد (2014) | - ساعة ونص (فلم) (2012) - زهايمر (2010) - عزبة آدم (فلم) (2010) - خلطة فوزية (2009) - عصافير النيل (2009) - كباريه (2008).... شعلان - أحلام حقيقية (2007).... عماد | - البلياتشو (2007) - قص ولصق (2007).... سامى - دنيا (2005).... ممدوح - عودة الندلة (2006) - فرحان ملازم آدم (2005) - سهر الليالي (2004) - بحبك وأنا كمان (فلم) (2003) | - فرار مومياء (فلم) (2003) - رانديفو (فلم) (2001) - فلم ثقافي (فلم) (2000) - شجيع السيما (2000) - أرض الخوف (1999) - صعيدى في الجامعة الأمريكية (1998) - طيور الظلام (1995) |

## مسلسلات
- الحشاشين 2024
- وعد إبليس 2022
- بيت فرح 2022
- المداح (اسطورة العودة )2024
- جزيرة غمام 2022
- خارج السيطرة 2021
- الاختيار 2 (مسلسل) 2021 [2]
- القاهرة كابول (مسلسل) 2021
- لمس أكتاف (مسلسل) 2019
- عوالم خفية (مسلسل) 2018
- ممنوع الاقتراب أو التصوير 2018
- أبو عمر المصري (مسلسل) 2018
- الطوفان (مسلسل) 2017
- لا تطفئ الشمس (مسلسل) 2017
- مسلسل الخانكة 2016
- مسلسل دهشة 2014
- مسلسل الإخوة الأعداء 2012
- العائد (مسلسل) (2008)
- عائلة مجنونة جدا (مسلسل) (2007).... حب
- جريمة في الساحل الشمالي (مسلسل) (2005)
- قلب حبيبة (مسلسل) (2005).... مواس
- تعالى نحلم ببكره (مسلسل) (2004)
- قلبي يناديك (مسلسل) (2004)
- وحلقت الطيور نحو الشرق (مسلسل) (2002)....أدون فلاديمير
- أميرة في عابدين (مسلسل) (2002)
- الناس في كفر عسكر (مسلسل)
- نظرية الجوافة (مسلسل)
- ريا وسكينة (مسلسل)
- مسلسل الدم والنار (ياسين ابن محمد الطيب )

## وصلات خارجية
- فتحى عبد الوهاب على موقع IMDb (الإنجليزية)
- فتحى عبد الوهاب على موقع قاعدة بيانات الأفلام العربية
- فتحى عبد الوهاب على موقع ألو سيني (الفرنسية)
- فتحى عبد الوهاب على موقع قاعدة بيانات الفيلم (الإنجليزية)
- فتحى عبد الوهاب على موقع كينوبويسك (الروسية)